# 王红 (射箭运动员)
王红（1965年5月22日—），中国女子射箭运动员。她参加了1992年巴塞罗那奥运会，在个人项目中于十六分之一决赛不敌匈牙利选手Judit Kovács，在团体项目中获得一枚银牌。